# Riojasaurus
A Riojasaurus (jelentése 'Rioja-gyík') a növényevő prosauropoda dinoszauruszok egyik neme, melyet az argentínai La Rioja tartomány után neveztek el, ahol José Bonaparte rátalált a maradványaira. A késő triász korban élt, és körülbelül 10 méter hosszú volt. A Riojasaurus a Riojasauridae család egyetlen ismert dél-amerikai neme.

## Anatómia

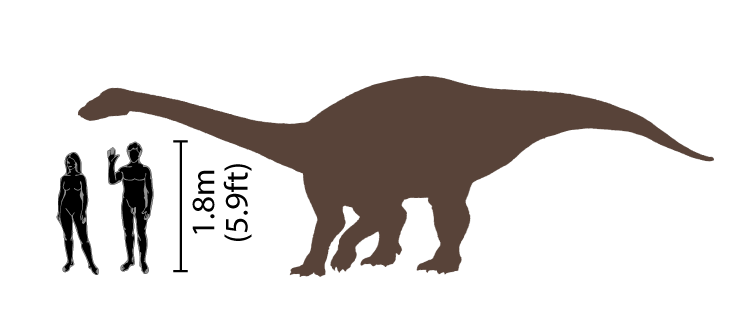
A Riojasaurus és az ember méretének összehasonlítása

A Riojasaurus nehéz törzzsel, zömök lábakkal, valamint hosszú nyakkal és farokkal rendelkezett. Lábcsontjai tömörek és masszívak voltak egy prosauropodához képest. Ezzel szemben a csigolyáit üregek könnyítették és a legtöbb prosauropodától eltérően három helyett négy keresztcsonti csigolyája volt. Valószínűleg lassan, négy lábon járt és nem volt képes felágaskodni a hátsó lábaira. A mellső és hátsó lábak közel megegyező hossza szintén a kizárólagos négy lábon való járásra utal.
A Riojasaurus első csontvázával együtt nem került elő koponya,[forrás?] később azonban találtak egy, a Riojasaurusénak tulajdonított, jó állapotban megőrződött koponyát. A Riojasaurus fogai levél formájúak és recézettek voltak. A felső állcsont elöl 5 fogat tartalmazott, melyek mögött oldalt, a szemek vonaláig további 24 sorakozott.

## Osztályozás
Több tudós is úgy véli, hogy a Riojasaurus a triász időszak és a kora jura kor között élt legnagyobb ismert prosauropoda, a Melanorosaurus közeli rokona. Azonban az angliai Bristoli Egyetem tanulmánya szerint bizonyos tulajdonságok, például a nyak hosszú csontjai egyedivé tették. Bizonyára nagymértékben eltért a Los Colorados-formáció területén élt egyéb prosauropodáktól.
Mérete és láb anatómiája alapján a Riojasaurus és feltételezett rokona, a Melanorosaurus a legkorábbi sauropodák közeli rokona volt. Azonban ha Peter Galton és Paul Sereno feltételezése helyes, akkor a prosauropodák és a valódi sauropodák közös őssel rendelkeznek, és nem az előbbiek voltak az utóbbiak ősei, így a Riojasaurus és a sauropodák közös tulajdonságai valószínűleg a konvergens evolúció eredményeként alakultak ki.

## Fordítás
- Ez a szócikk részben vagy egészben a Riojasaurus című angol Wikipédia-szócikk ezen változatának fordításán alapul.  Az eredeti cikk szerkesztőit annak laptörténete sorolja fel. Ez a jelzés csupán a megfogalmazás eredetét és a szerzői jogokat jelzi, nem szolgál a cikkben szereplő információk forrásmegjelöléseként.